# The Body Issue
The Body Issue é uma edição especial da revista americana ESPN The Magazine que publica anualmente em suas páginas, ensaios fotográficos de nu com atletas profissionais.